# 長万部温泉

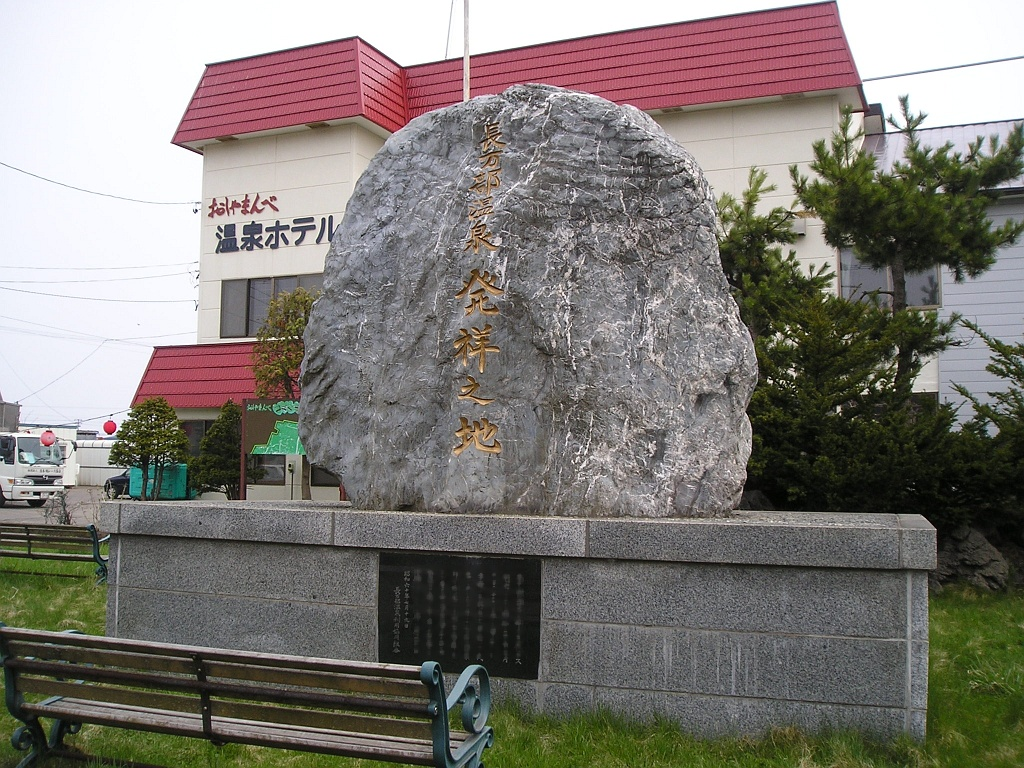
温泉発祥記念碑

長万部温泉（おしゃまんべおんせん）は、北海道山越郡長万部町にある温泉。長万部市街の中央に位置する。

## 泉質
- 強食塩泉（高張性弱アルカリ高温泉）
- 源泉温度 : 摂氏55℃

## 温泉街とその周辺
- 温泉は市街地にあり、JR長万部駅周辺に7軒の温泉旅館があり、日帰り入浴が可能。温泉街の中心は町営温泉前の記念碑。
- 周辺には町営の公共施設が10数施設ある。
- 南部藩ヲシャマンベ陣屋跡（国の史跡）が近い。
- 飯生神社や光明山善導寺（有珠善光寺の末寺）など、江戸時代に創建・開山された社寺も近くにある。
- 本町通（メインストリート）とのアクセスが非常に悪い。線路で市街地が東西に分断されているためである。新幹線開業の際には東西自由通路の設置が約束された。駅周辺や国道付近から車で行く場合は大回りして温泉町へ行くしかない。

徒歩の場合は商店街の裏手にある古い跨線橋を渡って温泉町に出ることが出来る。

## 温泉旅館・温泉街の店
- ホテル四国屋
- ホテルあづま
- 昇月旅館
- 長万部温泉ホテル
- 大成館
- 温泉旅館もりかわ
- 丸金旅館
- ホテルエクセルイン
- 居酒屋富士
- カフェバーミモザ
- 大円寺

## 歴史
- 1955年（昭和30年）天然ガスの試掘中に温泉が湧出。

## 交通手段
- 鉄道 : 函館本線長万部駅より徒歩で約5分。
- バス : 函館バス･ニセコバス長万部温泉入口より徒歩。
- 車（高速道路） : 道央自動車道長万部インターチェンジから車で約7分。
- 車（一般国道） : 国道5号、国道37号、国道230号のいずれかを利用。（長万部町は、一般国道5号、37号、230号が合流する街である。）